# 賢い医師生活
- テレビドラマ > 各国のテレビドラマ > 韓国のテレビドラマ > TvNのテレビドラマ > 賢い医師生活

『賢い医師生活』（かしこいいしせいかつ、原題：슬기로운 의사생활）は、イ・ウジョンが脚本、シン・ウォンホが監督を務める韓国のテレビドラマシリーズ 。

## 概要
『刑務所のルールブック』（原題訳：賢い監房生活）に続く『賢い生活』シリーズの第2作目である。主演はチョ・ジョンソク、ユ・ヨンソク、チョン・ギョンホ、キム・デミョン、チョン・ミド 。
総合病院のユルジェ病院を舞台に、20年来の友人である5人の医師の日常を描くヒューマンメディカルドラマ。
シーズン1は2020年、tvNの上半期の最高のヒット作となり、シーズン2もまた視聴率平均15.7％、最高17.4％を記録するだけでなく、ドラマの影響でドナー登録者数が急増したとされるなど社会現象を巻き起こした。また、学生時代に5人で組んでいたバンド「恐竜稜線」を再結成したという設定により、劇中で毎回実際に演奏・歌唱するシーンがあり、その音楽も評判を呼んだ。
シーズン1は韓国のケーブルテレビ局tvNにて2020年3月12日から5月28日まで放送された。シーズン2は同局にて2021年6月17日から9月16日まで放送された。いずれも全12回。なお、韓国の連続ドラマは通常1週間に2回ずつの放映だが、本作品に関しては木曜日の週1回だった。また放送時間については、シーズン1では最終回が1時間53分、シーズン2は全話平均が1時間40分を超え、最終回は2時間2分にもなるという変則的なものだった。
ビデオオンデマンドサービスのNetflixにて日本を含む世界に配信されている 。

## あらすじ
ソウル大学医学部を卒業した1999年入学組の同期5人が一本の電話をもとにユルジェ病院に招集される。この5人に焦点を当てながら展開していくヒューマンメディカルドラマ。

## キャスト（シーズン1）

### 主要人物
5人は大学時代の同期。大学時代から始めたバンドを続けている。
- イ・イクジュン〈40〉

演 - チョ・ジョンソク
肝胆膵外科助教授。学生時代から勉強も手術も難なくこなす万能。ウジュの父で、生粋の子煩悩。ボーカル&ギター担当。
- アン・ジョンウォン〈40〉

演 - ユ・ヨンソク
小児外科助教授。あだ名は「仏様」。子供が大好き。  敬虔なクリスチャンで、医師をやめて神父になろうと考えている。ホーリーネームはアンドレア。ドラム担当。
- キム・ジュンワン〈40〉

演 - チョン・ギョンホ
胸部外科准教授。イクジュンと同郷で、ゴルフが大好き。ソンファと同じく早食いである。ギター担当。
- ヤン・ソッキョン〈40〉

演 - キム・デミョン
産婦人科助教授。アメリカでフェローをしていたが、一年前に韓国に戻ってからは母と同居中。周囲からは社会性がないと評されるが、非常に繊細な性格の持ち主。バツイチ。キーボード担当。
- チェ・ソンファ〈40〉

演 - チョン・ミド
脳神経外科副教授。あだ名は「鬼神」。キャンプが趣味。唯一の欠点は音痴なこと。ベース担当。

### ユルジェ病院

#### 経営陣
- チェ・ジョンス〈70〉

演 - キム・ガプス
ユルジェ財団の現理事長。ユルジェグループに身を置いて30年。寡黙なため野心家と勘違いされるが、生涯を共にしたユルジェが正しい道を歩む手助けをしたいだけである。
- チェ・ジョン〈67〉

演 - チョ・スンヨン
院長。ジョンスの従弟。胸部外科出身で、ジュンワンとは師弟関係にある。

#### 胸部外科 (CS)
- ト・ジェハク〈39〉

演 - チョン・ムンソン
チーフレジデント。司法試験に失敗して医師になった。 ミスが多く、ジュンワンによく叱られている。
- チョン・ミョンテ〈52〉

演 - チェ・ヨンウ
教授。高圧的でやる気の無い診療をして、クレームをもみ消している。
- ソ・イヒョン〈33〉

演 - ユン・ヘリ
PA看護師。カンウン大学病院時代からのジュンワンの同僚。

#### 小児外科 (PSD)
- ハン・ヒョニ〈29〉

演 - イ・ジウォン
PA看護師。

#### 産婦人科 (OBGY)
- チュ・ミナ〈34〉

演 - アン・ウンジン
レジデント2年目。おしゃべりが大好き。 7つ歳下のボーイフレンドがおり、少しでも若く見せようとして化粧が濃くなってしまい、それを指摘される。
- ミョン・ウンウォン〈28〉

演 - キム・ヘイン
レジデント2年目。産婦人科の翼を失った天使。
- ハン・スンジュ〈41〉

演 - キム・ジソン
分娩室看護師。分娩室にのみ15年勤めており、今までに担当した赤ちゃんは数百人にのぼる。「出産の神」と称される。
- ウン・ソンジン〈36〉

演 - ソル・ユジン
PA看護師。

#### 肝胆膵外科 (GS)
- チョン・セヒョク〈38〉

演 - チョン・グァンジン
フェロー。レジデントのいない肝胆膵外科でイクジュンを支えている。
- ソン・スビン〈45〉

演 - キム・スジン
外科病棟看護師、看護師長。ナイチンゲールの生まれ変わりと称される最高の看護師。
- イ・ヨンハ〈35〉

演 - イ・ノア
外科病棟看護師。スビンの右腕。
- キム・ジェファン〈28〉

演 - イ・ダル
外科病棟看護師。新米で、「申し訳ありません」が口癖。
- ク・ヘソン〈32〉

演 - イ・ヘウン
PA看護師。
- ハム・ドクジュ〈37〉

演 - キム・ビビ
移植コーディネーター。

#### 脳神経外科 (NS)
- ヨン・ソクミン〈33〉

演 - ムン・テユ
チーフレジデント。レジデント4年目。常に気怠げな顔をしている。
- アン・チホン〈38〉

演 - キム・ジュンハン
レジデント3年目。陸士出身（大尉）。 イクジュンの妹のイクスンとは同期で親しく、イクジュンからは「義弟」と呼ばれている。
- ホ・ソンビン〈31〉

演 - ハ・ユンギョン
レジデント3年目。両親が医師だった影響で、幼い頃から医師を目指していた。
- ミン・ギジュン〈55〉

演 - ソ・ジンウォン
教授。典型的な「ショードクター」で、多くのテレビ番組に出演している。 患者には優しいイメージで通っているが、後輩には無慈悲な暴君。
- ファン・ジェシン〈39〉

演 - ヤン・ジョア
PA看護師。ソンファとは10年来の付き合いで相性抜群。

#### 救急医学科 (EM)
- ポン・グァンヒョン〈40〉

演 - チェ・ヨンジュン (俳優)
助教授。5人組とは大学の同期で、コーヒーと対価に後輩に情報を伝えている。
- ペ・ジュニ〈31〉

演 - シン・ドヒョン
フェロー。
- ソヌ・ヒス〈26〉

演 - パク・ハンソル
看護師。

#### その他所属
- チャン・ギョウル〈29〉

演 - シン・ヒョンビン
レジデント3年目。外科で唯一のレジデントであるため、教授陣から引く手あまたの存在。
- チャン・ユンボク〈24〉

演 - チョ・イヒョン
3年生の実習生。一つでも多く学びたい一心で、毎日先輩の後ろを付いて回っている。
- チャン・ホンド〈24〉

演 - ペ・ヒョンソン
3年生の実習生。ユンボクとは双子の姉弟で、勉強では劣るが患者への気持ちは誰にも負けない。

### 周辺人物

#### ジョンウォンの周辺人物
- チョン・ロサ〈70〉

演 - キム・ヘスク
ジョンウォンの母。故アン・ビョンウ会長の妻。 敬虔なカトリック信者だが、ジョンウォン以外の子供が皆聖職者であることを悩んでいる。
- ジョンウォンの兄・長男

演 - ソン・ドンイル
神父。
- ジョンウォンの兄・次男

演 - キム・ソンギュン
神父。
- ジョンウォンの姉・長女

演 - イェ・ジウォン
シスター。
- ジョンウォンの姉・次女

演 - オ・ユナ
シスター。

#### ソッキョンの周辺人物
- チョ・ヨンヘ〈64〉

演 - ムン・ヒギョン
ソッキョンの母。苦労とは無縁そうに見えるが、娘の死と夫の浮気を経験している。
- ヤン・テヤン〈69〉

演 - ナム・ミョンリョル
ソッキョンの父。テゴンアパレルの代表。「お金に出来ないものは無い」という考えを持っている。 それゆえ道徳、倫理、法律を軽んじ、家族愛さえも踏みにじる。
- キム・テヨン〈37〉

演 - イ・ソユン
テヤンの浮気相手。
- 弁護士

演 - パク・ヒョンス
ソッキョン側の弁護士。

#### イクジュンの周辺人物
- イ・ウジュ〈5〉

演 - キム・ジュン
イクジュンの息子。父の多忙を理解しているため、父より叔母と過ごす時間が多くても一度も文句を言ったことがない。 好きな食べ物は父と食べるフォー（カルグクス）。
- イ・イクスン〈38〉

演 - クァク・ソニョン
イクジュンの妹。陸軍少佐。 部隊では「毒蛇」と呼ばれる鬼教官だが、幼い頃は病弱だった。
- イクジュン宅の住み込み家政婦

演 - イ・スミ
イクジュンの代わりにウジュの世話をしている。
- ユク・ヘジョン

演 - キ・ウンセ
イクジュンの妻。単身赴任でドイツにいる。
- Ara

演 - Ara
女優。イクジュンの元彼女。
- Araの父

演 - チョン・ドゥギョム

## キャスト（シーズン2）

### 主要人物
5人は大学時代の同期。前作に引き続き、バンドを組んでいる。
- イ・イクジュン〈40〉

演 - チョ・ジョンソク
肝胆膵外科助教授。学生時代から勉強も手術も難なくこなす万能。ウジュの父で、生粋の子煩悩。前作で妻とは離婚した。ソンファに告白したが…。
- アン・ジョンウォン〈40〉

演 - ユ・ヨンソク
小児外科助教授。あだ名は「仏様」。子供が大好き。  敬虔なクリスチャンで、医師をやめて神父になろうとしていたが、愛の告白をしたギョウルに引き止められて、残る。
- キム・ジュンワン〈40〉

演 - チョン・ギョンホ
胸部外科准教授。イクジュンと同郷で、ゴルフが大好き。ソンファと同じく早食いである。イクスンと交際中だが…。
- ヤン・ソッキョン〈40〉

演 - キム・デミョン
産婦人科助教授。アメリカでフェローをしていたが、一年前に韓国に戻ってからは母と同居中。周囲からは社会性がないと評されるが、非常に繊細な性格の持ち主。前作の終盤に元妻から電話が…。
- チェ・ソンファ〈40〉

演 - チョン・ミド
脳神経外科副教授。あだ名は「鬼神」。キャンプが趣味。唯一の欠点は音痴なこと。前作ではチホンやイクジュンから告白された。

### ユルジェ病院

#### 経営陣
- チェ・ジョンス〈70〉

演 - キム・ガプス
ユルジェ財団の現理事長。ユルジェグループに身を置いて30年。寡黙なため野心家と勘違いされるが、生涯を共にしたユルジェが正しい道を歩む手助けをしたいだけである。ロサの幼馴染み。
- チェ・ジョン〈67〉

演 - チョ・スンヨン
院長。ジョンスの従弟。胸部外科出身で、ジュンワンとは師弟関係にある。

#### 胸部外科 (CS)
- ト・ジェハク〈39〉

演 - チョン・ムンソン
チーフレジデント。司法試験に失敗して医師になった。 ミスが多く、ジュンワンによく叱られている。
- チョン・ミョンテ〈52〉

演 - チェ・ヨンウ
教授。高圧的でやる気の無い診療をして、クレームをもみ消している。
- ソ・イヒョン〈33〉

演 - ユン・ヘリ
PA看護師。カンウン大学病院時代からのジュンワンの同僚。

#### 小児外科 (PSD)
- ハン・ヒョニ〈29〉

演 - イ・ジウォン
PA看護師。

#### 産婦人科 (OBGY)
- チュ・ミナ〈34〉

演 - アン・ウンジン
レジデント2年目。おしゃべりが大好き。情熱的な性格。ソッキョンに一目惚れしている。
- ミョン・ウンウォン〈28〉

演 - キム・ヘイン
レジデント2年目。産婦人科の翼を失った天使。
- ハン・スンジュ〈41〉

演 - キム・ジソン
分娩室看護師。娩室にのみ15年勤めており、今までに担当した赤ちゃんは数百人にのぼる。「出産の神」と称される。
- ウン・ソンジン〈36〉

演 - ソル・ユジン
PA看護師。

#### 肝胆膵外科 (GS)
- チョン・セヒョク〈38〉

演 - チョン・グァンジン
フェロー。レジデントのいない肝胆膵外科でイクジュンを支えている。
- ソン・スビン〈45〉

演 - キム・スジン
外科病棟看護師、看護師長。ナイチンゲールの生まれ変わりと称される最高の看護師。
- イ・ヨンハ〈35〉

演 - イ・ノア
外科病棟看護師。スビンの右腕。
- キム・ジェファン〈28〉

演 - イ・ダル
外科病棟看護師。新米で、「申し訳ありません」が口癖。
- ク・ヘソン〈32〉

演 - イ・ヘウン
PA看護師。
- ハム・ドクジュ〈37〉

演 - キム・ビビ
移植コーディネーター。

#### 脳神経外科 (NS)
- ヨン・ソクミン〈33〉

演 - ムン・テユ
チーフレジデント。レジデント4年目。常に気怠げな顔をしている。ソンビンと交際中。
- ホ・ソンビン〈31〉

演 - ハ・ユンギョン
レジデント3年目。両親が医師だった影響で、幼い頃から医師を目指していた。ソクミンと交際中。
- ミン・ギジュン〈55〉

演 - ソ・ジンウォン
教授。典型的な「ショードクター」で、多くのテレビ番組に出演している。 患者には優しいイメージで通っているが、後輩には無慈悲な暴君。
- ファン・ジェシン〈39〉

演 - ヤン・ジョア
PA看護師。ソンファとは10年来の付き合いで相性抜群。

#### 救急医学科 (EM)
- ポン・グァンヒョン〈40〉

演 - チェ・ヨンジュン (俳優)
助教授。5人組とは大学の同期で、コーヒーと対価に後輩に情報を伝えている。
- カン・ソンイェ〈34〉

演 - イ・セヒ
フェロー。
- ソヌ・ヒス〈26〉

演 - パク・ハンソル
看護師。

#### その他所属
- チャン・ギョウル〈29〉

演 - シン・ヒョンビン
レジデント3年目。外科で唯一のレジデントであるため、教授陣から引く手あまたの存在。前作でジョンウォンに一目惚れした。
- チャン・ユンボク〈24〉

演 - チョ・イヒョン
3年生の実習生。一つでも多く学びたい一心で、毎日先輩の後ろを付いて回っている。
- チャン・ホンド〈24〉

演 - ペ・ヒョンソン
3年生の実習生。ユンボクとは双子の姉弟で、勉強では劣るが患者への気持ちは誰にも負けない。
- イム・チャンミン〈27〉

演　- キム・ガンミン
インターン。医学部に入れば、すぐに良い医者になれると思っていた。
- チェ・ソンヨン〈27〉

演　- イ・チャンヒョン
インターン。何一つも医療知識がない。大きな挫折をしながら、成長していく。

### 周辺人物

#### ジョンウォンの周辺人物
- チョン・ロサ〈70〉

演 - キム・ヘスク
ジョンウォンの母。故アン・ビョンウ会長の妻。 敬虔なカトリック信者だが、ジョンウォン以外の子供が皆聖職者であることを悩んでいる。ジョンスとは幼馴染み。
- ジョンウォンの兄・長男

演 - ソン・ドンイル
神父。

#### ソッキョンの周辺人物
- チョ・ヨンヘ〈64〉

演 - ムン・ヒギョン
ソッキョンの母。苦労とは無縁そうに見えるが、娘と浮気をしていた夫を亡くした。ソッキョンの幸せを願っている。
- ユン・シネ〈39〉

演 - パク・チヨン
ソッキョンの元妻。病を患う父の入院でソッキョンと再会する。

#### イクジュンの周辺人物
- イ・ウジュ〈5〉

演 - キム・ジュン
イクジュンの息子。父の多忙を理解しているため、父より家政婦と過ごす時間が多くても一度も文句を言ったことがない。 好きな食べ物は父と食べるフォー（カルグクス）。
- イ・イクスン〈38〉

演 - クァク・ソニョン
イクジュンの妹。陸軍少佐。ジュンワンと交際し始めたが、イギリスに留学した。
- イクジュン宅の住み込み家政婦

演 - イ・スミ
イクジュンの代わりにウジュの世話をしている。

## 音楽

### オリジナル・サウンドトラック

#### Part.1
| #         | タイトル                | 作詞           | 作曲           | アーティスト | 時間 |
| --------- | ----------------------- | -------------- | -------------- | ------------ | ---- |
| 1.        | 「Lonely Night」        | キム・テウォン | キム・テウォン | クォン・ジナ | 4:03 |
| 2.        | 「Lonely Night」(Inst.) |                | キム・テウォン |              | 4:03 |
| 合計時間: | 合計時間:               | 合計時間:      | 合計時間:      | 合計時間:    | 8:06 |

#### Part.2
| #         | タイトル                                                        | 作詞         | 作曲                            | アーティスト        | 時間  |
| --------- | --------------------------------------------------------------- | ------------ | ------------------------------- | ------------------- | ----- |
| 1.        | 「良い人がいたら紹介して (좋은 사람 있으면 소개시켜줘)」        | キム・ヒタム | チョン・ジェヒョン, Lundi Blues | ジョイ (Red Velvet) | 03:03 |
| 2.        | 「良い人がいたら紹介して (좋은 사람 있으면 소개시켜줘)」(Inst.) |              | チョン・ジェヒョン, Lundi Blues |                     | 03:03 |
| 合計時間: | 合計時間:                                                       | 合計時間:    | 合計時間:                       | 合計時間:           | 6:06  |

#### Part.3
| #         | タイトル                   | 作詞         | 作曲                         | アーティスト     | 時間 |
| --------- | -------------------------- | ------------ | ---------------------------- | ---------------- | ---- |
| 1.        | 「アロハ (아로하)」        | キム・テフン | ウィ・ジョンス, イ・サンフン | チョ・ジョンソク | 4:05 |
| 2.        | 「アロハ (아로하)」(Inst.) |              | ウィ・ジョンス, イ・サンフン |                  | 4:05 |
| 合計時間: | 合計時間:                  | 合計時間:    | 合計時間:                    | 合計時間:        | 8:10 |

#### Part.4
| #         | タイトル                                           | 作詞      | 作曲                                       | アーティスト | 時間 |
| --------- | -------------------------------------------------- | --------- | ------------------------------------------ | ------------ | ---- |
| 1.        | 「華やかじゃない告白 (화려하지 않은 고백)」        | オ・テホ  | オ・テホ, パク・クンチョル, チョン・スミン | キュヒョン   | 3:48 |
| 2.        | 「華やかじゃない告白 (화려하지 않은 고백)」(Inst.) |           | オ・テホ, パク・クンチョル, チョン・スミン |              | 3:48 |
| 合計時間: | 合計時間:                                          | 合計時間: | 合計時間:                                  | 合計時間:    | 7:36 |

#### Part.5
| #         | タイトル                                          | 作詞           | 作曲                             | アーティスト | 時間 |
| --------- | ------------------------------------------------- | -------------- | -------------------------------- | ------------ | ---- |
| 1.        | 「あなた 美しい私の愛 (그대 고운 내사랑)」        | ユン・ミンソク | ユン・ミンソク, ユ・ジョンヒョン | Urban Zakapa | 3:51 |
| 2.        | 「あなた 美しい私の愛 (그대 고운 내사랑)」(Inst.) |                | ユン・ミンソク, ユ・ジョンヒョン |              | 3:51 |
| 合計時間: | 合計時間:                                         | 合計時間:      | 合計時間:                        | 合計時間:    | 7:42 |

#### Part.6
| #         | タイトル                                                  | 作詞           | 作曲                         | アーティスト   | 時間 |
| --------- | --------------------------------------------------------- | -------------- | ---------------------------- | -------------- | ---- |
| 1.        | 「市役所前の地下鉄の駅で (시청 앞 지하철 역에서)」        | キム・チャンギ | キム・チャンギ, イ・サンフン | クァク・ジノン | 4:59 |
| 2.        | 「市役所前の地下鉄の駅で (시청 앞 지하철 역에서)」(Inst.) |                | キム・チャンギ, イ・サンフン |                | 4:59 |
| 合計時間: | 合計時間:                                                 | 合計時間:      | 合計時間:                    | 合計時間:      | 9:58 |

#### Part.7
| #         | タイトル                     | 作詞             | 作曲                      | アーティスト | 時間 |
| --------- | ---------------------------- | ---------------- | ------------------------- | ------------ | ---- |
| 1.        | 「君はいつでも (넌 언제나)」 | チャン・ギョンア | パク・ジョンウォン, The O | J Rabbit     | 4:17 |
| 2.        | 「君はいつでも (넌 언제나)」 |                  | パク・ジョンウォン, The O |              | 4:17 |
| 合計時間: | 合計時間:                    | 合計時間:        | 合計時間:                 | 合計時間:    | 8:34 |

#### Part.8
| #         | タイトル                          | 作詞         | 作曲                               | アーティスト     | 時間 |
| --------- | --------------------------------- | ------------ | ---------------------------------- | ---------------- | ---- |
| 1.        | 「私の涙を集めて (내 눈물 모아)」 | キム・ヒタム | チョン・ジェヒョン, ハン・ジェワン | チョン・フィイン | 4:13 |
| 2.        | 「私の涙を集めて (내 눈물 모아)」 |              | チョン・ジェヒョン, ハン・ジェワン |                  | 4:13 |
| 合計時間: | 合計時間:                         | 合計時間:    | 合計時間:                          | 合計時間:        | 8:26 |

#### Part.9
| #         | タイトル                                      | 作詞           | 作曲                           | アーティスト | 時間 |
| --------- | --------------------------------------------- | -------------- | ------------------------------ | ------------ | ---- |
| 1.        | 「風が吹いていますね (바람이 부네요)」        | イム・インゴン | イム・インゴン, イ・スンファン | イ・ソラ     | 4:31 |
| 2.        | 「風が吹いていますね (바람이 부네요)」(Inst.) |                | イム・インゴン, イ・スンファン |              | 4:31 |
| 合計時間: | 合計時間:                                     | 合計時間:      | 合計時間:                      | 合計時間:    | 9:02 |

#### Part.10
| #         | タイトル                                   | 作詞             | 作曲                                                                   | アーティスト   | 時間 |
| --------- | ------------------------------------------ | ---------------- | ---------------------------------------------------------------------- | -------------- | ---- |
| 1.        | 「君は暖かい (넌 따뜻해)」                 | キム・ジンハク   | キム・ジンハク                                                         | DANI           | 4:30 |
| 2.        | 「夜が更けたね (밤이 깊었네)」(Drama Ver.) | ハン・ギョンロク | ハン・ギョンロク, スヌク, ペ・ジュンイル, ファアン, チャ・イファン     | ミドとパラソル | 2:39 |
| 3.        | 「カノン」(Drama Ver.)                     |                  | ヨハン・パッヘルベル, スヌク, ペ・ジュンイル, ファアン, チャ・イファン | ミドとパラソル | 2:50 |
| 合計時間: | 合計時間:                                  | 合計時間:        | 合計時間:                                                              | 合計時間:      | 9:59 |

#### Part.11
| #         | タイトル                                         | 作詞         | 作曲                   | アーティスト | 時間 |
| --------- | ------------------------------------------------ | ------------ | ---------------------- | ------------ | ---- |
| 1.        | 「暮らしていると (사노라면)」                    | キム・ムヌン | キル・オギュン, Nodded | OOHYO        | 4:06 |
| 2.        | 「愛するって分かってた (사랑하게 될 줄 알았어)」 | イ・サンギュ | イ・サンギュ, The O    | チョン・ミド | 4:21 |
| 合計時間: | 合計時間:                                        | 合計時間:    | 合計時間:              | 合計時間:    | 8:27 |

#### Part.12
| #         | タイトル                                                         | 作詞           | 作曲                         | アーティスト   | 時間 |
| --------- | ---------------------------------------------------------------- | -------------- | ---------------------------- | -------------- | ---- |
| 1.        | 「君にとって私は、私にとって君は (너에게 난, 나에게 넌)」        | ソン・ボンジュ | ソン・ボンジュ, イ・サンフン | ミドとパラソル | 3:52 |
| 2.        | 「君にとって私は、私にとって君は (너에게 난, 나에게 넌)」(Inst.) |                | ソン・ボンジュ, イ・サンフン |                | 3:52 |
| 合計時間: | 合計時間:                                                        | 合計時間:      | 合計時間:                    | 合計時間:      | 7:44 |

### ミドとパラソル
ミドとパラソル (미도와 파라솔)は、本ドラマの主役5名によって結成されたバンドの名前である。
チョン・ギョンホがギター、ユ・ヨンソクがドラム、チョン・ミドがベース、チョ・ジョンソクがギター、キム・デミョンがキーボードを担当している。
元々、監督であるシン・ウォンホはバンドシーンを当て振りで撮影するつもりであったが、俳優らが熱心に練習に取り組んでいたため、実際に演奏をすることに変更した。

## 製作
脚本家のイ・ウジョンと監督のシン・ウォンホは他にも『応答せよ』シリーズ（三部作）、『刑務所のルールブック』でタッグを組んだことがある。
本作でキム・ジュンワン役を演じるチョン・ギョンホは『刑務所のルールブック』に、アン・ジョンウォン役を演じるユ・ヨンソクは『応答せよ1994』に出演しており、今作でシン・ウォンホと再会することとなった。

## 派生番組

### バラエティ
99年入学の同期の設定から「99ズ」と呼ばれる主要キャスト5人が出演するバラエティ番組も制作された。
シーズン1終了後には5人の1泊2日のキャンプの模様を収録した『賢いキャンプ生活』がYouTubeで配信された。
さらにシーズン2終了後の2021年10月8日からは、tvNの人気バラエティ「三食ごはん」とのスペシャルコラボ番組として『賢い山村生活』（全9回）が放映された。これは山中の家で自給自足しながら1日3食の食事の調理を自分たちで行うというもので、5人のほかに監督や共演者をゲストに迎えながらの約1週間の生活の様子が放送された
。放送後は動画配信サービスで配信されたほか、日本ではMnetで放送、さらにDVDも発売されている。

### スピンオフ
- いつかは賢いレジデント生活

## その他
シーズン1第8話で、やけどの処置のため両手のすべての指先に包帯を分厚く巻かれたイ・イクジュンが、その形状をけろっこデメタン（개구리 왕눈이）に例えて、デメタンのように横笛を吹く真似をしながら、同アニメの主題歌を口ずさむシーンが有る。

## ノミネートと受賞
| 年   | 授賞式             | 部門                   | 対象                               | 結果       | 脚注   |
| ---- | ------------------ | ---------------------- | ---------------------------------- | ---------- | ------ |
| 2020 | 第56回百想芸術大賞 | 新人演技賞             | チョン・ミド                       | ノミネート | [ 22 ] |
| 2020 | 第56回百想芸術大賞 | 脚本賞                 | イ・ウジョン                       | ノミネート | [ 22 ] |
| 2020 | 今年のブランド大賞 | 今年のドラマ           | 賢い医師生活                       | 受賞       | [ 23 ] |
| 2020 | 今年のブランド大賞 | 今年の俳優             | チョ・ジョンソク                   | 受賞       | [ 23 ] |
| 2020 | 今年のブランド大賞 | 今年の女優（新人部門） | チョン・ミド                       | 受賞       | [ 23 ] |
| 2020 | 今年のブランド大賞 | 今年のOST              | チョ・ジョンソク - "아로하(Aloha)" | 受賞       | [ 23 ] |